# چشم‌بشکه‌ای سرشیشه‌ای
چشم‌بشکه‌ای سرشیشه‌ای (نام علمی: Rhynchohyalus natalensis) نوعی از ماهیان پرتوباله هستند که در تمام اقیانوس‌ها در عمق ۲۴۷ تا ۵۴۹ متر یافت می‌شوند. این گونه تا ۱۶ سانتیمتر رشد می‌کنند.
چشم‌بشکه‌ای سرشیشه‌ای و شبح‌ماهی پوزه‌قهوه‌ای تنها مهره‌دارانی هستند که برای واضح دیدن با چشم‌های خود، در کنار عدسی، از آینه استفاده می‌کنند.